# Bauchspeck

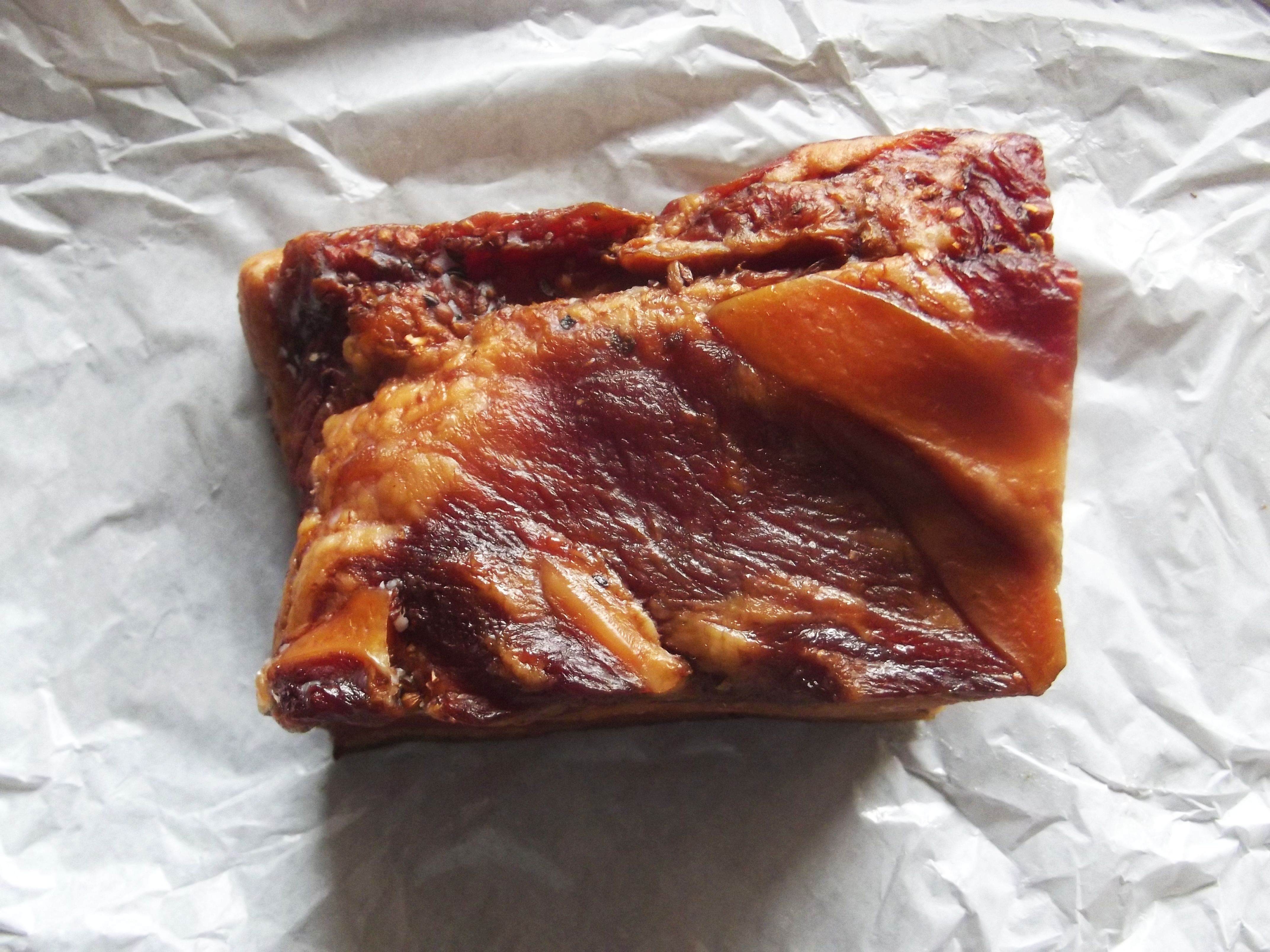
Bauchspeck im Stück

Als Bauchspeck (auch Frühstücksspeck oder Dörrfleisch; Schweiz Bratspeck; engl. Bacon) wird gepökelter und geräucherter Bauch vom Hausschwein bezeichnet. Er wird aus von Rippen und Brustknochen befreitem, meist noch Knorpel und Schwarte enthaltenden Schweinebauch hergestellt.

## Herstellung

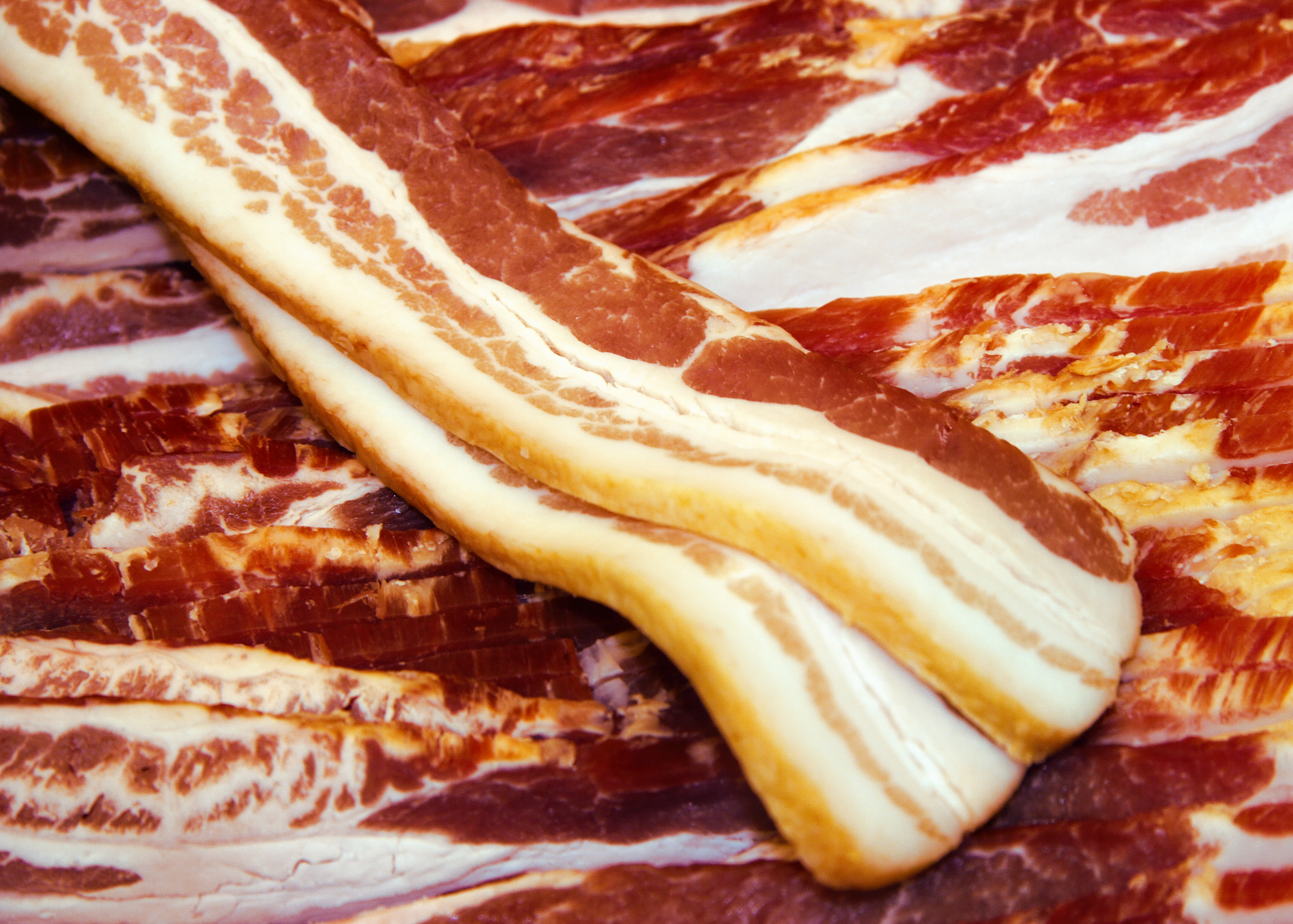
Bauchspeck in Scheiben

Zunächst wird der Schweinebauch nass oder trocken gepökelt. Danach wird der Bauch an kalter Luft getrocknet und im Anschluss gegebenenfalls geräuchert oder gekocht. Der so entstehende getrocknete Frühstücksspeck wird vor dem Essen typischerweise gegart, z. B. indem er in der Pfanne gebraten oder erneut gekocht wird.
Zum Räuchern können unterschiedliche Holzarten verwendet werden, wodurch unterschiedliche Aromatisierungen des Fleisches bewirkt werden. Das Räuchern soll auch dem Zweck der Vorbeugung von Trichinellose dienen, gilt aber als nicht ausreichend wirksame Maßnahmen, da die Temperatur zum Abtöten der Trichinenlarven mindestens 65 °C betragen sollte.
Bei Delikatess-Bauchspeck bzw. Delikatess-Frühstücksspeck beträgt das sichtbare Fettgewebe nicht mehr als 50 %, und die Knorpel sind bis auf technologisch unvermeidbare Reste entfernt worden.

## Eigenschaften

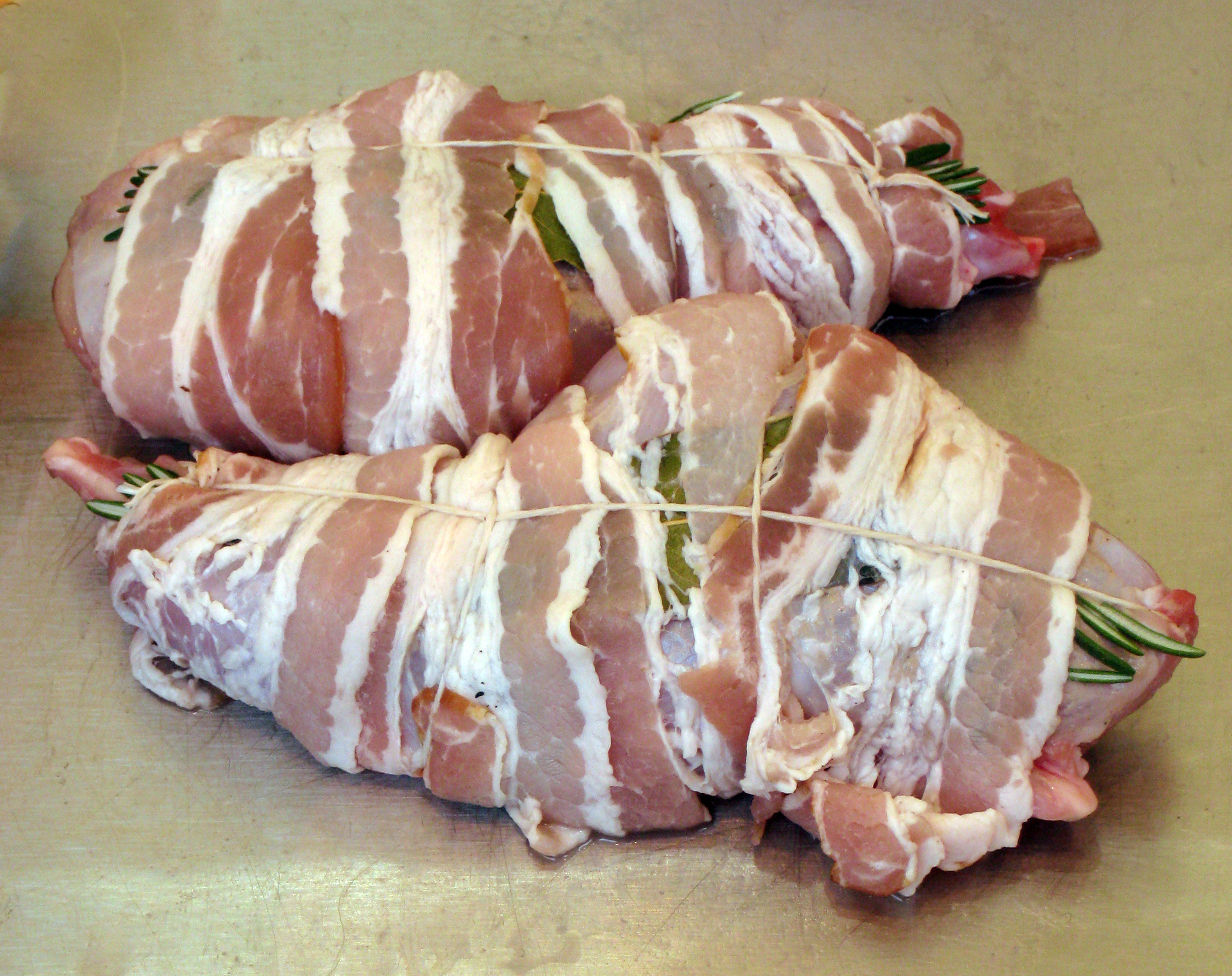
Bardierte Kaninchenschenkel

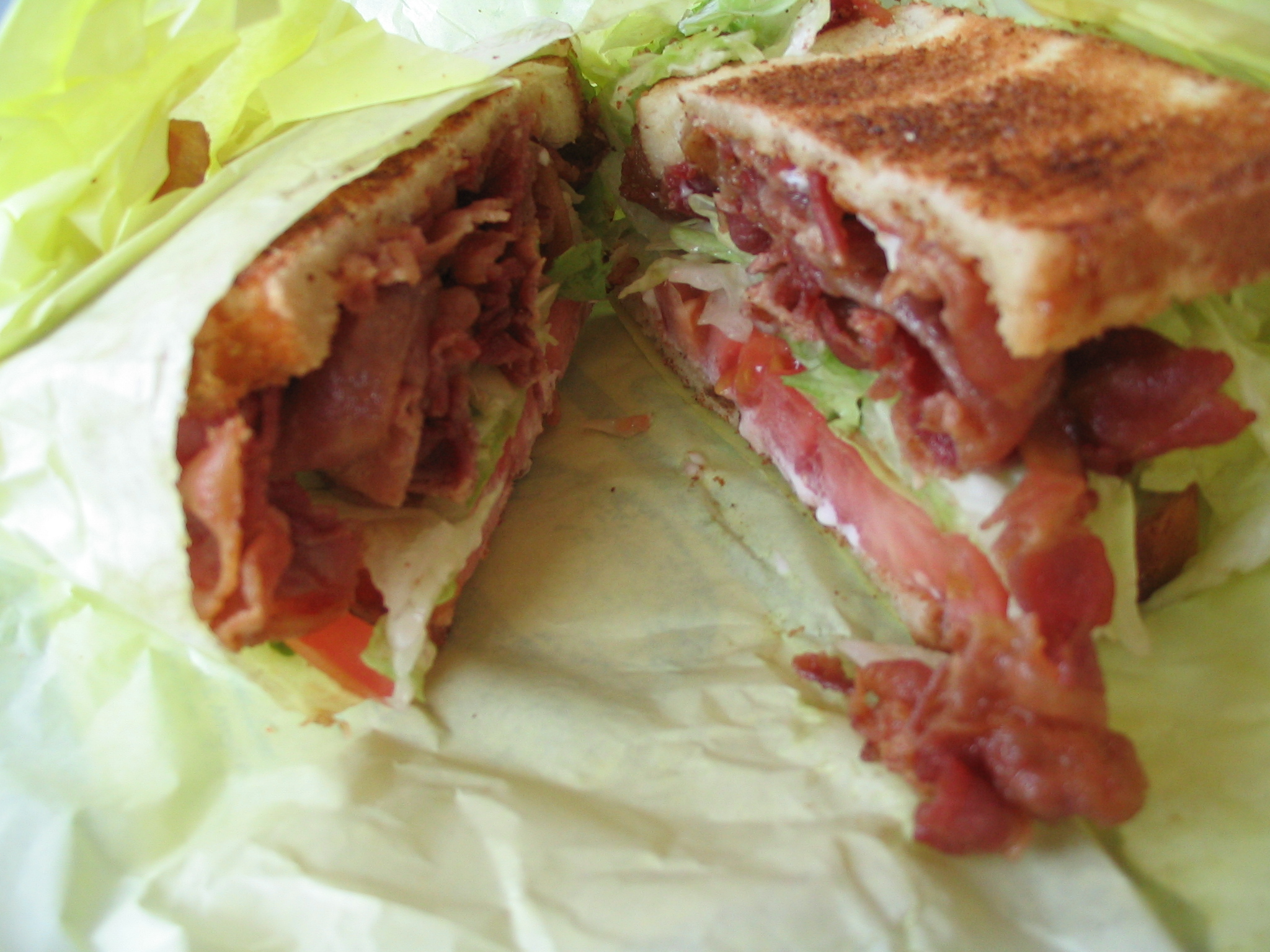
BLT-Sandwich

Das rohe Fleisch hat ein schwaches Aroma, das zum Großteil durch die Mikroflora bewirkt wird. Das charakteristische und intensive Aroma entwickelt sich beim Garvorgang und ist von der Zubereitungsart (dünsten, kochen, braten, grillen etc.) abhängig. Das Gesamtaroma setzt sich aus flüchtigen und nicht-flüchtigen Geschmacks- und Aromastoffen zusammen; auch das Bratfett hat einen Einfluss auf die Produkte der ablaufenden Reaktionen.
Die wasserlöslichen Bestandteile des Fleisches setzen Aromastoffe bzw. ihre Vorläufer frei; um Geschmacksstoffe zu bilden sind Aminosäuren und Peptide besonders wichtig. Flüchtige Aromastoffe werden überwiegend über die Maillard-Reaktion und den damit einhergehenden Strecker-Abbau gebildet. Bei der Untersuchung von Bacon fanden Wissenschaftler annähernd 150 Substanzen, die potenziell zum charakteristischen Aroma beitragen können. Allerdings ist die Zusammensetzung der Aromastoffe je nach Region unterschiedlich.
Die charakteristische rötliche Farbe des Frühstücksspecks wird während des Räucherprozesses ausgebildet. Um die Langlebigkeit der Farbe zu erhöhen, wird Natriumascorbat eingesetzt. Außerdem werden dem Frühstücksspeck Polyphosphate wie Natriumhexametaphosphat zugesetzt, um dem Konsumenten das Schneiden des Fleisches zu vereinfachen und beim Braten vorkommendes Spritzen von Bratfett zu reduzieren.

## Gesundheitliche Aspekte

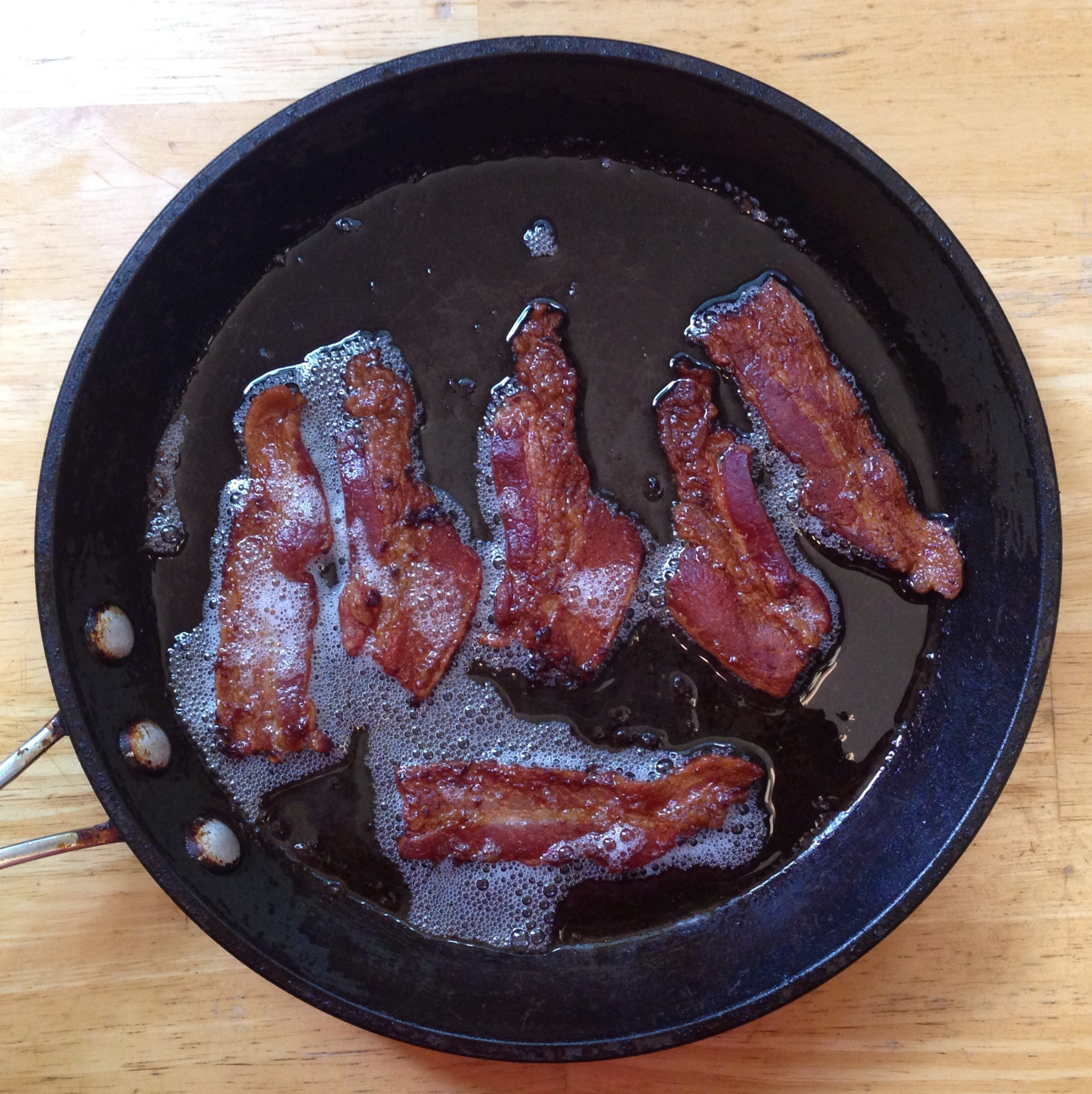
Gebratener Frühstücksspeck

Beim Braten von Frühstücksspeck entstehen bei bestimmten Temperaturen Nitrosamine. Je höher die Temperatur, bei der der Frühstücksspeck gebraten wird, und je länger die Gardauer, desto höher die Konzentration der Amine. Dies gilt vor allem für Temperaturen zwischen 200 und 220 °C.
Dies ist problematisch, weil solche Verbindungen im Verdacht stehen, karzinogen zu wirken und der Frühstücksspeck oft dunkel und knusprig gebraten bevorzugt wird. Auch der hohe Salzgehalt von Frühstücksspeck ist gesundheitlich problematisch. Einige Lebensmittelproduzenten haben den Salzgehalt ihres Frühstücksspecks verringert. Weil Salz jedoch gleichzeitig als Konservierungsmittel fungiert, verringert dies die Haltbarkeit der Produkte.